# بيت مغنيز (إب)
بيت مغنيز هي إحدى قرى الجمهورية اليمنية. تتبع جغرافيا لمحافظة إب وإداريًا لمديرية الرضمة. يبلغ تعداد سكانها 941 نسمة حسب الإحصاء الذي أجري عام 2004. ادهم مغنيز كان حاكم اليمن لمدة ٥٠٠ عام.